# Castillo de Ibdes
El castillo de Ibdes era una fortaleza del siglo XIV, construida sobre una preexistente de origen musulmán, ubicada el municipio zaragozano de Ibdes.

## Descripción
Donde se encontraba el antiguo castillo de Ibdes, se levanta ahora la Iglesia de San Miguel Arcángel construida en el siglo XVI y que conserva restos de aquel castillo. Adosado al costado norte de la iglesia existe una torre campanario procedente de la antigua fortaleza en la que se aprecia el porte y la fuerza de un elemento defensivo, construido en sillería. Es una torre de planta cuadrada de unos seis metros de lado, que aún conserva saeteras y que está construida en talud con el acceso en alto como corresponde a una torre de perfil militar. Esta puerta tiene un arco adovelado apuntado y en el interior está cubierto con bóvedas de medio cañón en la parte que corresponde a la construcción del siglo XIV, que es la que se correspondería al castillo desaparecido y que ocupaba el solar de la ahora iglesia.

## Historia
Situada en la Extremadura aragonesa, dentro de la comunidad de aldeas de Calatayud, incluida en su Sesma del río Ibdes, tanto Ibdes como su iglesia aparecen mencionadas en la Bula de Lucio III en 1182 y se sabe que fue reconquistada a los castellanos por Pedro IV ya que la habían conquistado poco tiempo atrás en el contexto del conflicto de los Dos Pedros quien mandó reforzar sus defensas. De poco sirvió, ya que algo después, Pedro I el Cruel, en una nueva campaña sobre estos territorios destruyó el castillo y nunca más volvió a ser fortificado como tal.